# 蔡承瑚
蔡承瑚，字用缶，廣東潮州府海阳县人，明朝政治人物、同进士出身。

## 生平
天啓七年（1627年）丁卯科舉人，崇禎十三年（1640年）庚辰科进士，工部观政，本年授崑山縣知縣。